# Monok
Monok is een plaats in het Hongaarse comitaat Borsod-Abaúj-Zemplén. Monok telt 1583 inwoners (2011).

## Geboren in Monok
- Lajos Kossuth (1806), Hongaars politicus
- Miklós Németh (1948), Hongaars premier

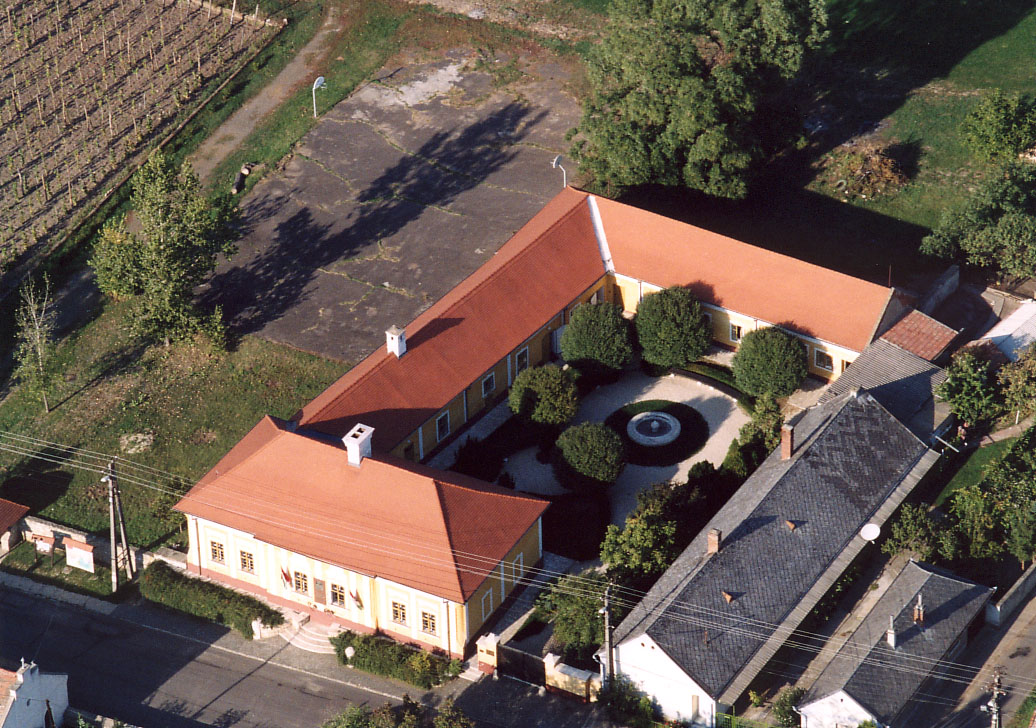
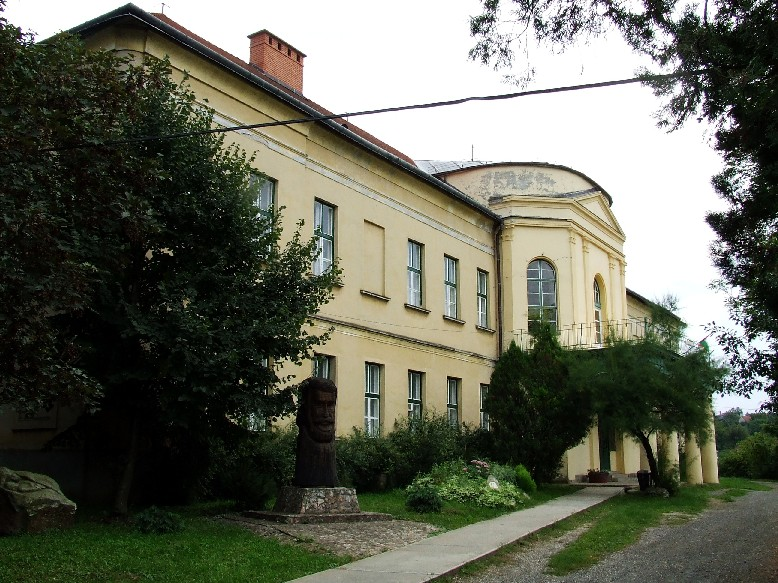